# Rue de Moerkerke
La rue de Moerkerke (en néerlandais : de Moerkerkestraat) est une rue bruxelloise de la commune de Schaerbeek qui va de la rue Gallait à la rue Vanderlinden.
La numérotation des habitations va de 1 à 37 pour le côté impair et de 2 à 28 pour le côté pair.
La rue porte le nom d'un ancien aide de camp du Roi Léopold Ier, Aimé d'Hanins de Moerkerke, né à Ath le 4 avril 1805 et décédé à Bruxelles le 9 mai 1869.